# Christian Cuadros
Christian Cuadros Ramírez (distrito de Lurigancho-Chosica, Lima, provincia de Lima, Perú, 15 de febrero de 1991) es un futbolista peruano que se desempeña en la posición de delantero centro y segunda punta. Su equipo actual es Juventud Huracán que participa en la Copa Perú. 

## Clubes
| Club                   | País | Año         |
| ---------------------- | ---- | ----------- |
| Defensor Rímac         | Perú | 2006        |
| América Cochahuayco    | Perú | 2010 - 2011 |
| Grupo Héctor Chumpitaz | Perú | 2012        |
| Sport Ancash           | Perú | 2012        |
| Deportivo Municipal    | Perú | 2012 - 2013 |
| Grupo Héctor Chumpitaz | Perú | 2013        |
| Sport Áncash           | Perú | 2014        |
| Juventud Indoamérica   | Perú | 2014        |
| Sport Rosario          | Perú | 2014        |
| Grupo Héctor Chumpitaz | Perú | 2015        |
| Walter Ormeño          | Perú | 2016 - 2017 |
| Defensor Laure Sur     | Perú | 2017 - 2018 |
| Walter Ormeño          | Perú | 2019        |
| Social Maristas        | Perú | 2019        |
| Defensor Laure Sur     | Perú | 2021 - 2022 |
| Walter Ormeño          | Perú | 2022        |
| Paz Soldán             | Perú | 2022        |
| Deportivo Huracán      | Perú | 2023        |
| Juventud Huracán       | Perú | 2024 -      |

## Palmarés

### Distinciones individuales
| Distinción                                   | Año  |
| -------------------------------------------- | ---- |
| Jugador Revelación Segunda División del Perú | 2011 |